# دلشود نزاروف
دلشود خملدينوفيتش نزاروف (بالطاجيكية: Дилшод Назаров) هو رامي مطرقة  طاجكستاني ولد في يوم 6 مايو 1982 في مدينة دوشانبي في جمهورية طاجيكستان السوفيتية الاشتراكية، أبرز إنجازاته هو فوزه بالميدالية الذهبية في دورة الألعاب الأولمبية الصيفية 2016 في ريو دي جانيرو بعد رميته التي وصلت لمسافة 78.68 متر ليصبح أول طاجكستاني يفوز بالميدالية الذهبية، تمكن في سنة 2015 من الفوز بالميدالية الفضية في بطولة العالم لألعاب القوى 2015 في بكين.

## روابط خارجية
- دلشود نزاروف على موقع الاتحاد الدولي لألعاب القوى (الإنجليزية)
- دلشود نزاروف على موقع الدوري الماسي (الإنجليزية)
- دلشود نزاروف على موقع اللجنة الأولمبية الدولية (الإنجليزية)
- دلشود نزاروف على موقع أوليمبيديا (الإنجليزية)